# Bernard Morin

Vista en sección animada en bucle de la superficie de Boy

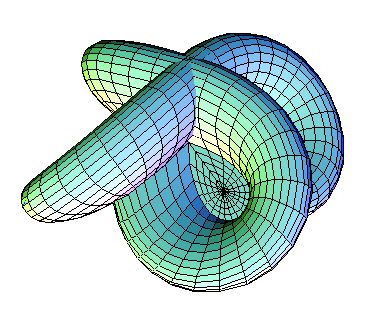
Superficie de Morin

Bernard Morin (3 de marzo de 1931 - 12 de marzo de 2018) fue un matemático francés, especializado en el campo de la topología.

## Primeros años y educación
Morin, nacido en Shanghái (China) en 1931, perdió la vista a la edad de seis años debido a un glaucoma, pero su discapacidad visual no le impidió tener una carrera exitosa en matemáticas. Recibió su Ph.D. en 1972 del Centro Nacional para la Investigación Científica.

## Carrera
Morin fue miembro del grupo que exhibió por primera vez un eversión de la esfera, es decir, un homotopía que comienza con una esfera y termina con la misma esfera pero al revés. También descubrió el Superficie de Morin, que es un half-way model para la eversión de la esfera, y lo utilizó para demostrar un límite inferior en el número de pasos necesarios para dar la vuelta a una esfera.
Morin descubrió el primer parametrization de Superficie de Boy (anteriormente utilizado como modelo a mitad de camino), en 1978. Su estudiante graduado François Apéry, en 1986, descubrió otra parametrización de la superficie de Boy, que se ajusta al método general para parametrizar superficies non-orientable.
Morin trabajaba en Instituto de Estudios Avanzados (Princeton) en Princeton (Nueva Jersey). Sin embargo, la mayor parte de su carrera la pasó en el Universidad de Estrasburgo.

## Publicaciones
- George K. Francis & Bernard Morin (1980) "Arnold Shapiro's Eversion of the Sphere", Mathematical Intelligencer 2(4):200–3.